# Gera
Gera là một thành phố trong miền trung nước Đức và là thành phố lớn thứ hai của tiểu bang Thüringen sau thủ phủ của tiểu bang này là Erfurt. Các thành phố lớn gần đấy là Jena (khoảng 35 km về phía tây), Chemnitz (khoảng 58 km về phía đông), Leipzig (khoảng 60 km về phía đông-bắc) và thủ phủ tiểu bang Erfurt (khoảng 74 km về phía tây).